# Узконадкрылка желтоватая
Узконадкрылка желтоватая, или Узконадкрылка желтокрылая (лат. Oedemera femorata) — вид жуков-узконадкрылок.

## Описание
Жук длиной 8—11 мм бронзово-чёрного цвета. Надкрылья с 3 продольными жилками, полностью жёлтого цвета, реже боковые края буроватые. Брюшко самок на боках с очень узкой жёлтой каймой, иногда с жёлтой вершиной. Биология личинок не известна.

## Распространение
Вид встречается на севере Пиринейского полуострова, в Центральной и Восточной Европе и на Кавказе.